# Jolene Purdy
Jolene Aiko Purdy (Redondo Beach, 9 de dezembro de 1983) é uma atriz norte-americana. Em 2008, participou da série Do Not Disturb, da Fox, e dá série 10 Things I Hate About You, da ABC Family. Além disso, participou da série Orange Is the New Black.